# دنيز بايسال
دنيز بايسال (بالتركية: Deniz Baysal)‏ هي ممثلة تركية وُلدت في 5 أبريل 1991 في أزمير.

## النشأة
انفصل والدا دينيز منذ كانت صغيرة. في 2009 بدأت بدراسة التجارة الخارجية في جامعة مانيسا جلال بايار. ومنذ سن العاشرة بدأت التمثيل في مسرح إزمير كارسياكا البلدي حيث بدأت مسيرتها الفنية. شاركت بالعديد من مسرحيات الأطفال حيث عملت كممثلة على المسرح لعشر سنين بدعم وتشجيع من مدرس في المسرح. أول ظهور لها كان في عام 2011 بمسلسل المياه العميقة كانت انطلاقتها الحقيقة في فضيلة وبناتها فقد مثلت دور هازان وقد تمت دبلجته إلى اللغة العربية واكتسبت شعبية كبيرة بسبب الدور الرومانسي الذي قامت به مع ياغيز .

## الأعمال
| اسم المسلسل               | دوره          | سنة عرض المسلسل |
| ------------------------- | ------------- | --------------- |
| المياه العميقة            | نيسان         | 2011            |
| اباء وأبناء               | ايجه          | 2012            |
| المدينة المفقودة          | شهناز         | 2012            |
| عروسات هاربات             | كائنات        | 2014- 2015      |
| الكذبة البيضاء            | ملك - الارا   | 2015            |
| قلب روزجار                | زينب          | 2016            |
| فضيلة وبناتها             | هازان         | 2017-2018       |
| العهد                     | النائبة داريا | 2018            |
| الخادمات                  | ايلا          | 2020            |
| المنظمة                   | زهراء         | 2021            |
| كم من السفن أحرقت (مسلسل) | ياسمين        | 2023            |
| المحتال                   | عائشة         | 2024-           |

| اسم الفيلم          | دورها        | سنة عرض الفيلم |
| ------------------- | ------------ | -------------- |
| معجزة في الزنزانة 7 | المعلمة ميني | 2019           |

## روابط خارجية
- دنيز بايسال على موقع IMDb (الإنجليزية)
- دنيز بايسال على موقع قاعدة بيانات الفيلم (الإنجليزية)